# Neromia barretti
Neromia barretti är en fjärilsart som beskrevs av Louis Beethoven Prout 1912. Neromia barretti ingår i släktet Neromia och familjen mätare. Inga underarter finns listade i Catalogue of Life.